# فالوريا لا بونا
فالوريا لا بونا (بالإسبانية: Valoria la Buena)‏ هي municipality of Spain تقع في إسبانيا في بلد الوليد (مقاطعة).